# Ocimum metallorum
Ocimum metallorum là một loài thực vật có hoa trong họ Hoa môi. Loài này được (P.A.Duvign.) A.J.Paton mô tả khoa học đầu tiên năm 1999.